# QEDA
QEDA er en dansk science-fiction film fra 2017, instrueret af Max Kestner og med Carsten Bjørnlund, Sofia Helin, Marijana Jankovic og Stina Ekblad i hovedrollerne.
QEDA betyder Quantum Entangled Divided Agent. og henviser til hovedpersonens tilstand.

## Handling
Året er 2095. Efter en miljøkatastrofe er verdenshavene steget og har forurenet al ferskvand. København er delvist oversvømmet. Efterretningschefen Fang Rung gennemgår en molekylær deling og sender sin anden halvdel, Gordon Thomas, tilbage til år 2017 for at forhindre katastrofen.
Gordon Thomas leder efter forskeren Mona Lindkvist, hvis forskning, som i 2095 er gået tabt, kan redde verden. Tilbage i 2095 holder Fang Rung øje med resultaterne af Gordons anstrengelser. Da han mister kontakten med sin halvdel i fortiden, må han selv tage tilbage for at redde situationen, med risiko for uforvarende at ændre fremtiden.

## Medvirkende
- Carsten Bjørnlund som Fang Rung / Gordon Thomas
- Sofia Helin som Mona
- Marijana Jankovic som Neli
- Stina Ekblad som Ministeren
- Joseph Mawle som Bingwen I & II
- Dragomir Mrsic som Lui Marko